# 桜朋凛
桜朋 梨恵（おおとも りえ、1980年9月26日 - ）は、日本の女性元キックボクサー。本名は大友 里恵。埼玉県川口市出身。ラビットカラテ所属。以前はTiiira∞（ティーラ）、桜朋 凛（おおとも りん）を名乗っていた時期がある。

## 経歴
高校時代はバレーボール部に所属、県南部代表に選ばれたこともある。卒業後は東京ディズニーランド勤務（大声の出し過ぎでポリープになり短期間で退職）を経て上場企業の受付嬢となったが、2003年に何気なくテレビで見た「K-1 WORLD MAX」での魔裟斗の試合を見てキックボクサーになることを決意、伊原道場に入門した。
2004年12月19日の女子興行「ANGEL'S」第1戦で長島かよこ戦でデビュー。
2005年3月27日、せり戦で初勝利。この試合からリングネームを本名から桜朋梨恵に改名する。
同年7月29日におこなわれた新宿FACEのこけら落とし興行「W-FACE」では峯心会の真（まこと）と対戦。全日本キック（真）と新日本キック（桜朋）の初の対抗戦として行われたこの一戦で、桜朋は終始積極的に攻め3-0の判定勝ちを収めた。2006年4月16日には同所で両者による再戦が行われたが引き分けに終わった。
2006年6月25日の大会のあと「ANGEL'S」は自然消滅、桜朋も伊原道場を離れフリーランスとなった。2008年からリングネームを「Tiiira∞」に変え再出発、6月22日のリアルディール博多大会でさくら子相手に復帰戦を行ったが判定で敗れた。その後韓国で試合を行った後、11月28日に「桜朋凛」に再度改名した。
東京で3年半ぶりの試合となった2009年12月12日のリアルディール新宿FACE大会から再び「桜朋梨恵」を名乗るが、階級が上の村上リエに0-3の判定で敗れた。
2010年4月18日にJ-GIRLSに初参戦。延長の末成沢紀予を判定で下し初陣を飾った。
2010年7月25日、J-GIRLSフェザー級王座決定戦で大石綾乃と対戦し、0-2の判定負けで王座獲得ならず。
2010年12月12日、J-GIRLS「Wヒロインズカップ」トーナメント1回戦で陣内まどかと対戦し、0-3の判定負け。
2011年5月より「ラビットカラテスクール」に講師としてV.V Meiと共に参加。
2011年5月22日、仙台ドラゴンジム主催のチャリティーイベントでモニカとエキシビションマッチを行う。この試合から「ラビカラ」所属となった。
2011年7月16日、Krushに初参戦。初めての後楽園ホールでの試合となったが佐々木仁子に0-2の判定負け。
2011年12月11日、熊本・神風塾主催の「LEGEND」に出場、ダブルメインイベント第1試合で地元の神風萸暉美と対戦し3-0の判定勝ち。試合後に現役引退を表明し、10カウントゴングで現役生活にピリオドを打った。
2016年4月24日、ドラゴンジム主催のアマチュア大会「Aリーグ」にてリングアナを務めた。
2017年8月17日に公式サイトを開設した。
2018年4月に女性ランニングチーム「TeamR2」に7期生として加入。

## 戦績
| キックボクシング 戦績 | キックボクシング 戦績 | キックボクシング 戦績 | キックボクシング 戦績 | キックボクシング 戦績 | キックボクシング 戦績 | キックボクシング 戦績 |
| --------------------- | --------------------- | --------------------- | --------------------- | --------------------- | --------------------- | --------------------- |
| 15 試合               | (T)KO                 | 判定                  | その他                | 引き分け              | 無効試合              |                       |
| 7 勝                  | 1                     | 6                     | 0                     | 1                     | 0                     |                       |
| 7 敗                  | 1                     | 6                     | 0                     | 1                     | 0                     |                       |

| 勝敗 | 対戦相手     | 試合結果                          | 大会名                                                                                           | 開催年月日     |
| ○    | 神風萸暉美   | 2分3R終了 判定3-0                 | 神風塾 火の国格闘伝説 LEGEND 2                                                                   | 2011年12月11日 |
| ×    | 佐々木仁子   | 2分3R終了 判定0-2                 | Krush -70kg初代王座決定トーナメント～決勝戦～                                                    | 2011年7月16日  |
| ×    | 陣内まどか   | 2分3R終了 判定0-3                 | J-NETWORK「J-GIRLS 女祭り 2010 〜戦う女は美しい〜」 【Wヒロインズカップ 準決勝】                 | 2010年12月12日 |
| ×    | 大石綾乃     | 2分5R終了 判定0-2                 | J-NETWORK「J-GIRLS Catch The stone〜9」 【J-GIRLSフェザー級王座決定戦】                          | 2010年7月25日  |
| ○    | 真           | 3R終了 判定3-0                    | J-NETWORK「J-GIRLS Catch The stone〜8」 【J-GIRLS認定フェザー級次期王座決定トーナメント 準決勝】 | 2010年5月30日  |
| ○    | 成沢紀予     | 2分3R+延長R終了 判定3-0           | J-NETWORK「J-GIRLS Catch The stone〜7」 【J-GIRLS認定フェザー級次期王座決定トーナメント 1回戦】  | 2010年4月18日  |
| ×    | 村上リエ     | 2分3R終了 判定0-3                 | リアルディール「BATTLE EVENT REALDEAL 14」                                                       | 2009年12月12日 |
| ×    | さくら子     | 2分3R終了 判定0-3                 | リアルディール「BATTLE EVENT REALDEAL VI」                                                       | 2008年6月22日  |
| ×    | 小八ヶ代真紀 | 2分3R終了 判定0-2                 | 新日本キックボクシング協会「ANGEL'S 6th」                                                        | 2006年6月25日  |
| △    | 真           | 2分3R終了 判定1-0                 | 全日本キックボクシング連盟「CUB♀KICK'S-1」                                                       | 2006年4月16日  |
| ○    | YUKAЯI       | 2R 1:42 KO（3ノックダウン）       | 新日本キックボクシング協会「ANGEL'S 5th」                                                        | 2006年2月11日  |
| ○    | 真           | 2分3R終了 判定3-0                 | W-FACE                                                                                           | 2005年7月29日  |
| ○    | 横瀬いつか   | 3分2R終了 判定3-0                 | 新日本キックボクシング協会「ANGEL'S 3rd」                                                        | 2005年6月19日  |
| ○    | せり         | 3分2R終了 判定2-0                 | 新日本キックボクシング協会「ANGEL'S 2nd」                                                        | 2005年3月27日  |
| ×    | 長島かよこ   | 2R 2:02 TKO（レフェリーストップ） | 新日本キックボクシング協会「ANGEL'S 1st」                                                        | 2004年12月19日 |

## 登場メディア
- 西野カナ「Alright」PV